# Río Queanbeyan
El río Queanbeyan, un curso de agua perenne que forma parte de la cuenca hidrográfica del Molonglo, dentro de la cuenca Murray-Darling, se encuentra en las regiones de Monaro y Capital Country, en Nueva Gales del Sur, y en el Territorio de la Capital Australiana, en Australia. El río tiene una longitud de 104 kilómetros y su cuenca hidrográfica abarca 96 000 hectáreas. Los ríos Queanbeyan y Cotter  abastecen de agua potable a la región de Canberra y Queanbeyan, y la calidad de sus aguas está específicamente protegida por la legislación federal.
Se cree que los aborígenes locales Ngarigo usaban una palabra que sonaba como "queanbeyan" para describir el río, que se dice significa "agua clara". 

## Curso del río
El nacimiento del río Queanbeyan se halla a 70 kilómetros al este-sureste de la ciudad homónima y a unos 40 kilómetros al noreste del municipio de Bredbo, cerca del pueblo de Jerangle. Catorce afluentes, situados aguas arriba de la presa de Googong, contribuyen al caudal del río, entre los que se encuentran los arroyos Burra, Urialla, Tinderry, Ballinafad, Groggy, Woolpack, Sherlock, Lyons, Towneys y Mile. Los principales cruces del río por encima de la presa de Googong son la calzada de Boolboolma, en la carretera de Tinderry, y un puente en la carretera de Captain's Flat-Jerangle.
Una vez dentro del término municipal de Queanbeyan, el río es atravesado por varios puentes, entre ellos el de la línea de ferrocarril Canberra-Goulburn, el de Morisset Street, el de Queens Bridge en Monaro Street (que se convierte en Bungendore Road o Kings Highway) y una pasarela peatonal cerca de Isabella Street, en East Queanbeyan. El puente Queens fue inaugurado por Wal Fife, ministro de Transporte y Carreteras, el 21 de julio de 1975, según indica una placa situada en el puente. El río Queanbeyan se une al río Molonglo en una confluencia situada en Oaks Estate, dentro de los límites del Territorio de la Capital Australiana. El río desciende 697 metros a lo largo de sus 104 kilómetros de recorrido. La cuenca hidrográfica del río es de 920 km², más del doble que la del río Cotter. 

### Embalses

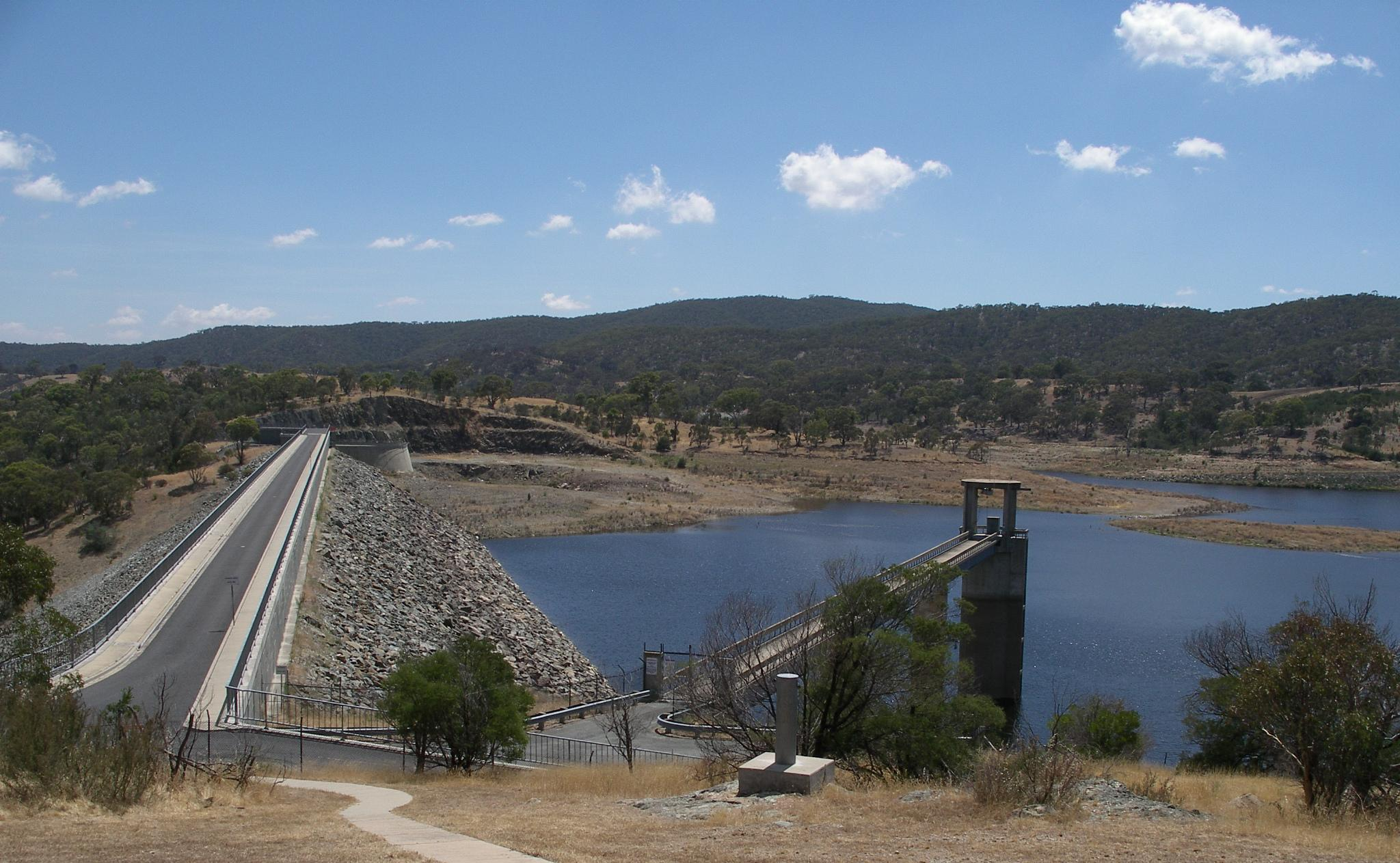
Aliviadero y muro de la presa de Googong

La presa de Queanbeyan se construyó originalmente entre 1901 y 1902 y creó un embalse en el río del mismo nombre, cerca del centro de la ciudad, para abastecerla de agua. En la actualidad, es un lugar destinado a embellecer la ciudad, con varios parques situados a lo largo del río, como los parques Blundell, Queen Elizabeth y Ray Morton. La presa también abastece de agua para riego. Entre 1951 y 1952, el muro de gravedad de hormigón reforzado, que tenía una longitud de 58 metros, se elevó 1 metro, hasta alcanzar una altura de 4 metros. La presa ha tenido graves repercusiones en la migración de los peces autóctonos del río Queanbeyan.

#### Presa de Googong
La presa de Googong se encuentra a 5 km río arriba de la ciudad de Queanbeyan. La presa, que se terminó de construir en 1979, tiene una capacidad máxima de 124 500 metros cúbicos. Es propiedad del Gobierno de la Commonwealth y la explota ACTEW Corporation, la empresa proveedora de servicios de agua, que es una corporación propiedad del Gobierno de ACT. ACTEW también gestiona las riberas de la presa. La disminución del caudal del río aguas abajo de la presa desde su construcción, unida a las precipitaciones por debajo de la media registradas durante la última década, han modificado el cauce del río y han provocado un aumento de la colonización por parte de sauces y plantas ribereñas que se benefician de los bajos caudales. La gestión del río incluye la erradicación de estas malas hierbas.

## Historia
La región de Queanbeyan es el hogar tradicional de los pueblos Ngunnawal y Ngarigo.  Los primeros europeos que visitaron la zona fueron liderados por Charles Throsby. Mientras buscaban el río Murrumbidgee en 1820, su grupo siguió el curso del río Queanbeyan hasta llegar a un valle en el extremo oriental de las llanuras calcáreas, cerca de la actual Canberra.
El río Queanbeyan era la principal fuente de abastecimiento de agua para los pueblos de la región de Queanbeyan y, durante sus primeros años de historia, fue un elemento fundamental para su economía. El lavado de la lana se realizaba en el río, cerca de la actual Oaks Estate, que anteriormente formaba parte de Queanbeyan.

### Inundaciones
La primera inundación significativa después del asentamiento europeo en el sitio de la ciudad de Queanbeyan fue en 1851; otras siguieron dos veces en 1852, dos veces en 1861, dos veces en 1870, 1891, 1910, 1922, 1925, 1952, 1974, 1975 y 1976.  Una cronología compilada por un miembro de la Sociedad del Museo Histórico de Queanbeyan y Distrito da fechas similares, que se extienden hasta 2012.  Aún está por actualizar para registrar otra inundación de 6 metros el 6 de junio de 2016.
Durante la inundación de 1976, la presa de Googong, a medio terminar, corría el riesgo de derrumbarse por el peso del agua. En tal caso, las zonas bajas de Queanbeyan y Canberra se habrían inundado. El cementerio de Queanbeyan se inundó, y decenas de cuerpos fueron arrastrados río abajo al lago Burley Griffin . 
En diciembre de 2010, el río Queanbeyan alcanzó un nivel máximo de 8,4 metros y se desbordó, inundando el parque turístico Queanbeyan Riverside. Se cerraron todas las escuelas de la zona y algunas se utilizaron como refugio para los residentes evacuados de unas 100 viviendas y negocios.
Tras las intensas lluvias caídas en la cuenca hidrográfica, en marzo de 2012 se emitieron alertas de inundación, pero el río no se desbordó.

## Pesca

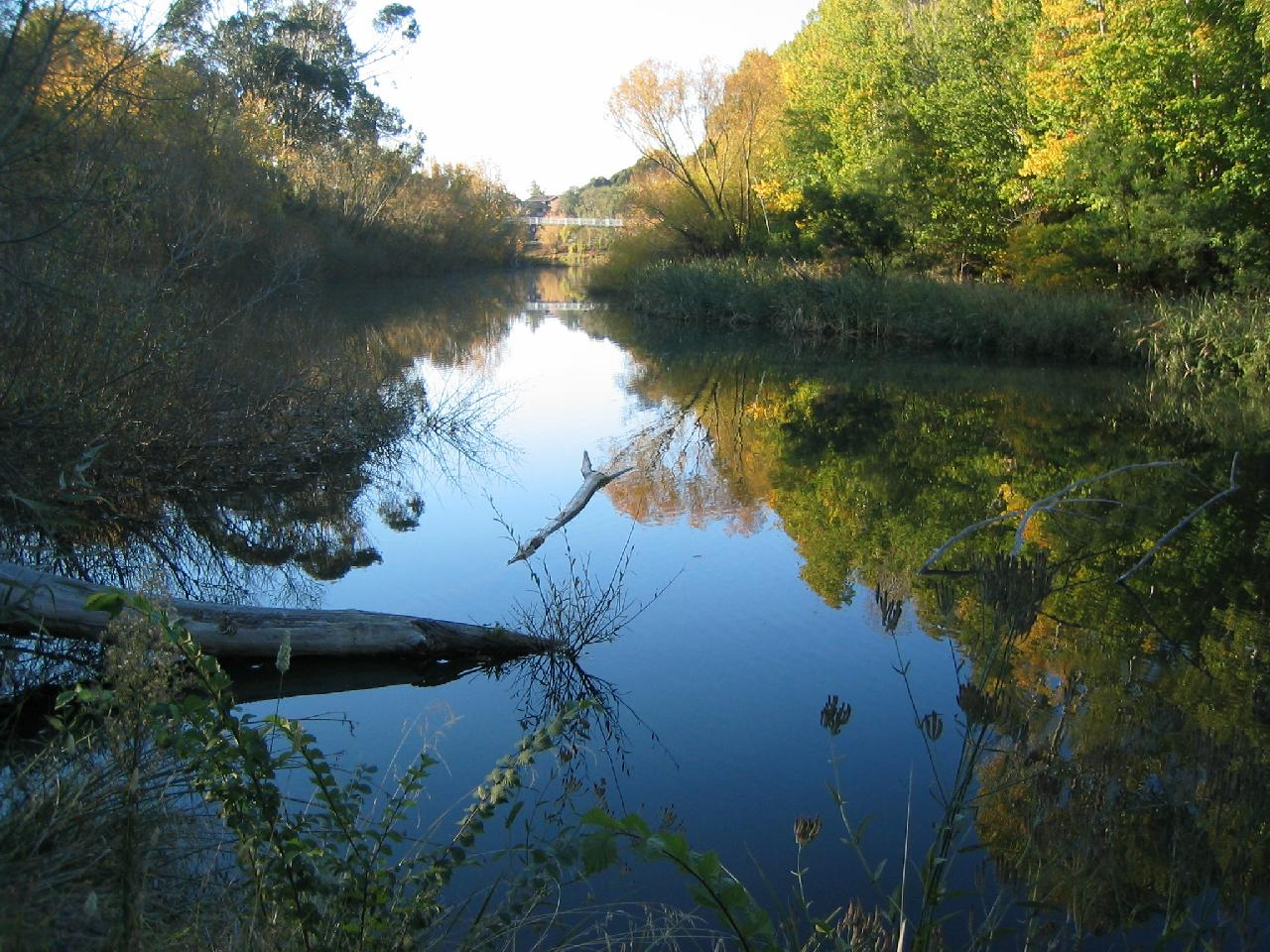
Un tramo tranquilo del río Queanbeyan cerca de la pasarela colgante, Queanbeyan

El río Queanbeyan era famoso por ser un río hermoso y repleto de bacalaos Murray y percas Macquarie autóctonos. Los primeros se extendían hasta las proximidades de la presa de Googong y las segundas, al menos hasta las cabeceras de dicha presa. Debido a la abundancia de estas especies autóctonas, el río Queanbeyan y el río Molonglo eran conocidos como el «río de los peces» en los primeros tiempos de la colonización. A veces, el río Queanbeyan se distinguía aún más y era conocido como el «río de los peces del sur». En más de una ocasión, a finales del siglo XIX y principios del XX, las inundaciones llevaron bacalaos Murray vivos hasta las calles principales de Queanbeyan. 
Una serie de factores negativos, como la introducción de especies exóticas como la trucha, la sobrepesca, la invasión de sauces, la sedimentación y las presas que bloqueaban la migración, provocaron que las poblaciones de peces autóctonos del río Queanbeyan estuvieran al borde de la extinción cuando se construyó la presa de Googong.

## Calidad del agua
En virtud de la Ley de Aceptación de la Sede del Gobierno de 1909,  el Gobierno de Nueva Gales del Sur garantizó al Territorio de la Capital Australiana el acceso a los recursos, incluida el agua, protegiendo y no contaminando las aguas del río Queanbeyan.
El estado del río como hábitat natural aguas abajo de la presa de Googong ha sido considerado poco saludable por el Ayuntamiento de Queanbeyan en los últimos años, ya que el río está invadido por carpas y juncos. Para limpiar el río, el ayuntamiento ha puesto en marcha un plan de desarrollo de recursos que incluye un concurso de «pesca de carpas», en el que los ganadores obtienen 500 dólares o material de pesca.
Las carpas europeas no han llegado por encima de la presa de Googong, lo que proporciona una excelente zona de pesca de truchas y peces autóctonos, tanto en la presa como en el río aguas arriba. Las carpas están presentes en todo el río, pero en pequeñas cantidades. Desde la construcción de la presa en 1979, se ha informado muy ocasionalmente de la presencia de la perca de Macquarie, en peligro de extinción, en el embalse y, rara vez, más allá de la primera cascada aguas arriba de la presa, a pesar de la introducción de 57 ejemplares en la década de 1980.

## Otros animales salvajes
El río Queanbeyan alberga una gran variedad de fauna autóctona, desde wombats y canguros, que suelen pastar en las orillas, hasta el ornitorrinco, poco común. La zona que rodea el río Queanbeyan alberga una gran población de canguros grises orientales. También hay una pequeña población de ornitorrincos.